# The Shops at the Bravern
 (octobre 2019).
The Shops at the Bravern est un centre commercial américain situé à Bellevue, dans l'État de Washington. Avec pour locomotive une enseigne Neiman Marcus, il accueille principalement des commerces de luxe.